# Veliki Jasenovac
Veliki Jasenovac (serbisch-kyrillisch Велики Јасеновац) ist ein Dorf in Ostserbien.

## Geographie und Bevölkerung
Das Dorf liegt in der Opština Zaječar, im Okrug Zaječar, in der Timočka Krajina im Osten des Landes. Der Ort liegt 241 m über dem Meeresspiegel und ist unweit von der serbischen Grenze mit Bulgarien entfernt.
Der Ort liegt an den Ufern des Timok und des Veliki Potok. Veliki Jasenovac liegt 27 km nordöstlich, vom Zentrum der Gemeindehauptstadt Zaječar entfernt.
Die Mehrheit der Dorfbevölkerung bekennt sich zur Serbisch-orthodoxen Kirche und ist serbischer und walachischer Volkszugehörigkeit. Veliki Jasenovac erlebt einen seit Jahrzehnten andauernden Bevölkerungsrückgang, während bei der Volkszählung 2011, nur noch 226 Menschen im Ort lebten, waren es 1948 noch 1.059 Menschen. Das Dorf bestand 2002 aus 148 Haushalten. Der nächste bewohnte Ort ist das knapp 4 Kilometer südlich liegende Dorf Mali Jasenovac, welches mit 232 Einwohnern trotz des Namens (veliko bedeutet «groß», mali «klein») nicht deutlich kleiner als sein Namensvetter ist; dort verläuft die Nationalstraße 164 zur Bezirkshauptstadt Zaječar in südlicher Richtung und zur Nationalstraße 33 bei Bregovo (Bulgarien) in nördlicher Richtung.

### Demographie
| Jahr | Einwohnerzahl |
| ---- | ------------- |
| 1948 | 1059          |
| 1953 | 992           |
| 1961 | 880           |
| 1971 | 835           |
| 1981 | 677           |
| 1991 | 525           |
| 2002 | 370           |
| 2011 | 287           |

## Religion
In Veliki Jasenovac steht die von 1919 bis 1930 erbaute Serbisch-orthodoxe Kirche Hl. Johannes der Täufer. Die Kirche gehört zum Dekanat Zaječar der Eparchie Timok der Serbisch-orthodoxen Kirche.